# Rhionaeschna nubigena
Rhionaeschna nubigena är en trollsländeart som först beskrevs av De Marmels 1989.  Rhionaeschna nubigena ingår i släktet Rhionaeschna och familjen mosaiktrollsländor. Inga underarter finns listade i Catalogue of Life.